# Oberelspe
Oberelspe ist ein Ortsteil von Lennestadt im Kreis Olpe und liegt direkt an der Bundesstraße 55 zwischen den Orten Oedingen und Elspe. In der Ortsmitte zweigen Nebenstraßen in die zirka 2 km entfernten Orte Burbecke und Altenvalbert ab.

## Historische Daten und Orte

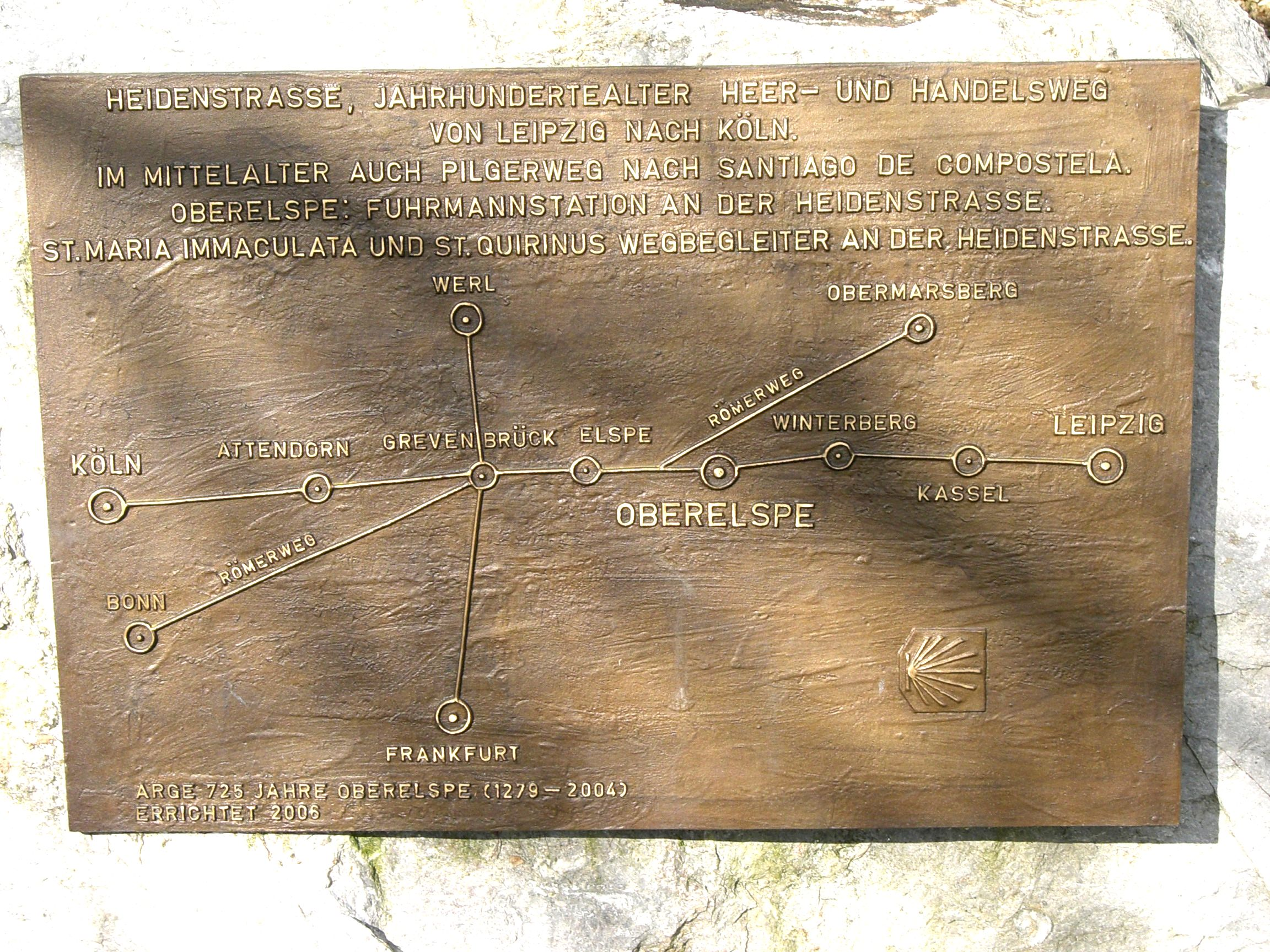
Streckenverlauf der Heidenstraße

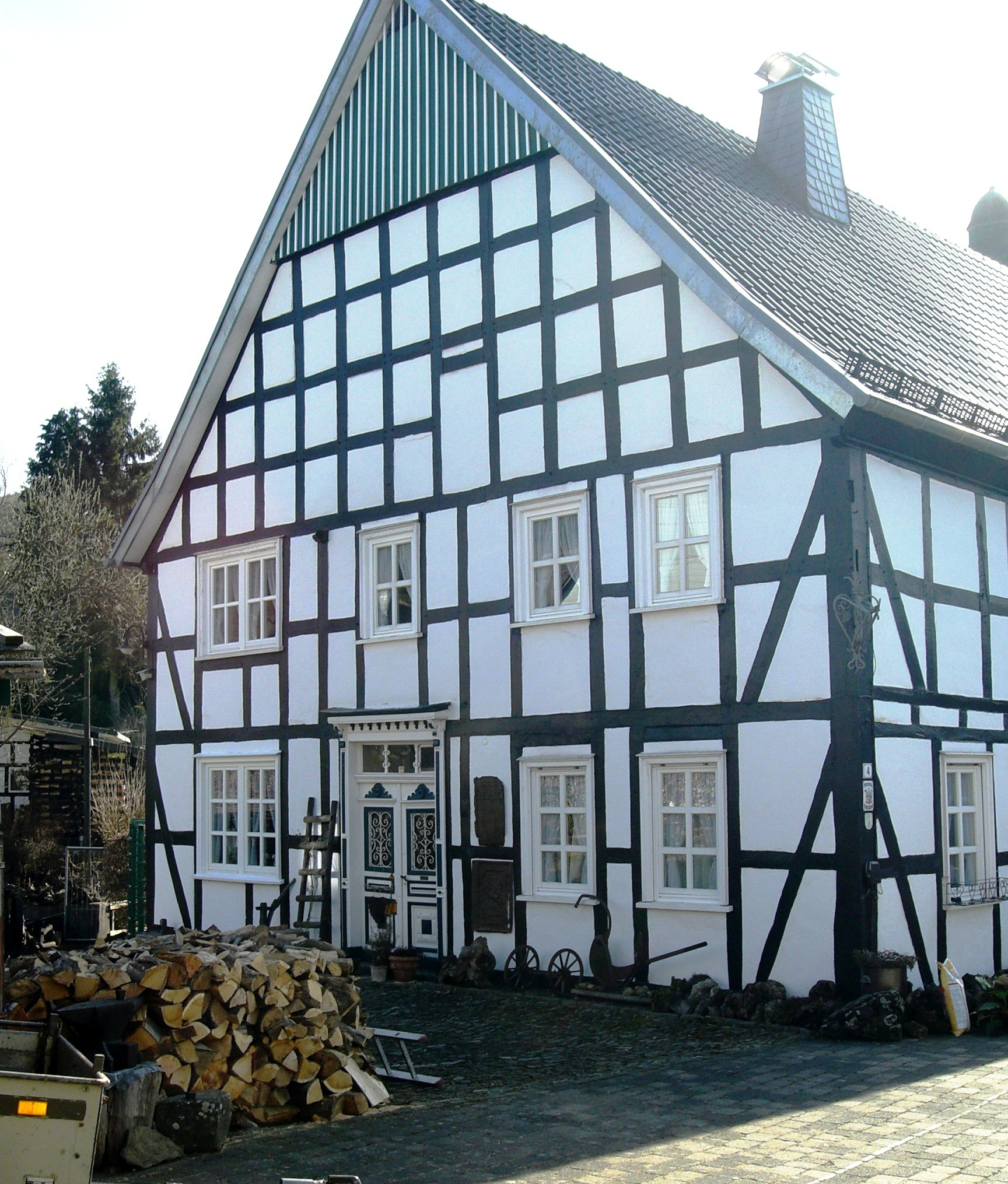
Unter Denkmalschutz stehendes Fachwerkhaus Grenzweg 4

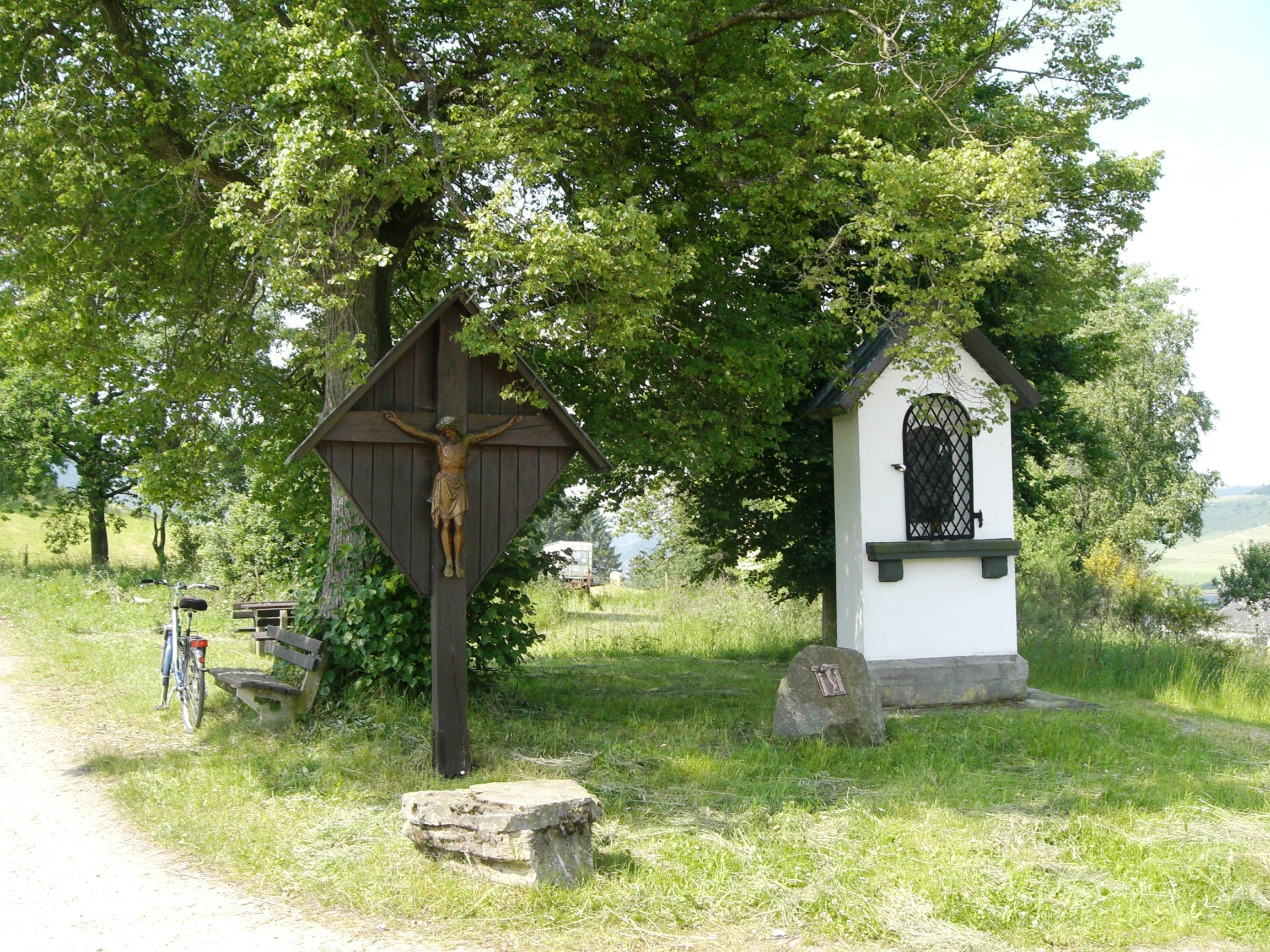
Lausebuche an der Grenze von Oberelspe/Elspe

Oberelspe wird erstmals im Jahr 1279 in einem Elsper Zehntlösen- bzw. Abgabenverzeichnis als „Oueren Eilspe“ schriftlich erwähnt. Die Entstehung der Siedlung wird aber wesentlich früher um die Jahrhundertwende vermutet. In dieser karolingisch-ottonischen Zeit entstanden mehrere Siedlungen im Rahmen großer Rodungen – maßgeblich gelenkt durch den Königshof Elspe. Das Historische Viertel von Oberelspe liegt unmittelbar an der von Leipzig nach Köln verlaufenden Heidenstraße, die im Mittelalter als Heeres- und Handelsstraße von Bedeutung war. Anlässlich der 725-Jahr-Feier im Jahr 2004 wurden im Historischen Viertel von Oberelspe Dokumentationstafeln über den Verlauf der Heidenstraße und die Bedeutung der sich noch in einem guten Zustand befindlichen Bauten angebracht. Bei den Bauten handelt es sich u. a. um eine alte Korn- und Oelmühle, eine Lohgerberei, Stellmacherei und eine frühere Fuhrmannstation. Vom Historischen Viertel führt der alte Kirch- und Kreuzweg von 1870 zur „Lausebuche“ im Grenzbereich der Ortschaften von Oberelspe und Elspe. An dieser Stelle endet die ab Grevenbrück gemeinsame Trasse von Heidenstraße und Römerweg. Während der Römerweg weiter in Richtung Meschede verläuft, zweigt die Heidenstraße über Wormbach in Richtung Kassel/Leipzig ab. Der heutige Begriff Lausebuche leitet sich ab von „lauschen“ bzw. „Lauschebuche“ (ein Lauschort an der Grenze). Als „Lusebocken, uff der…“ lässt sich die Ortsbezeichnung bis um das Jahr 1500 zurückverfolgen. Die Anhöhe zur Lausebuche zählt zu der Auswahl von 43 Orten in Südwestfalen, die im März 2019 von Vertretern des Sauerland-Tourismus auf der Internationalen Tourismusbörse in Berlin als besonders beliebte Wanderziele (Seelenorte) vorgestellt worden sind.
Im Historischen Viertel und auch in weiteren Ortsbereichen befinden sich eine Reihe gut erhaltener Fachwerkhäuser. Das in Stockwerkbauweise errichtete zweigeschossige Haus Grenzweg 4 (s. Abbildung) steht seit 1994 unter Denkmalschutz; Flur und Treppe aus der Zeit um 1900 und auch einige Zimmertüren sind noch alter Bestand.
Der Ortsname basiert auf einem Gewässernamen und kann als „fließendes Gewässer“ bzw. mit „Erlen bestandenes Gewässer“ gedeutet werden, auf die entsprechenden Ausführungen im Beitrag Elspe sei verwiesen. Der Wortzusatz „Ober-“ (Oueren-) weist auf die im Vergleich zu Elspe flussaufwärts liegende Lage hin.

## Ortsentwicklung

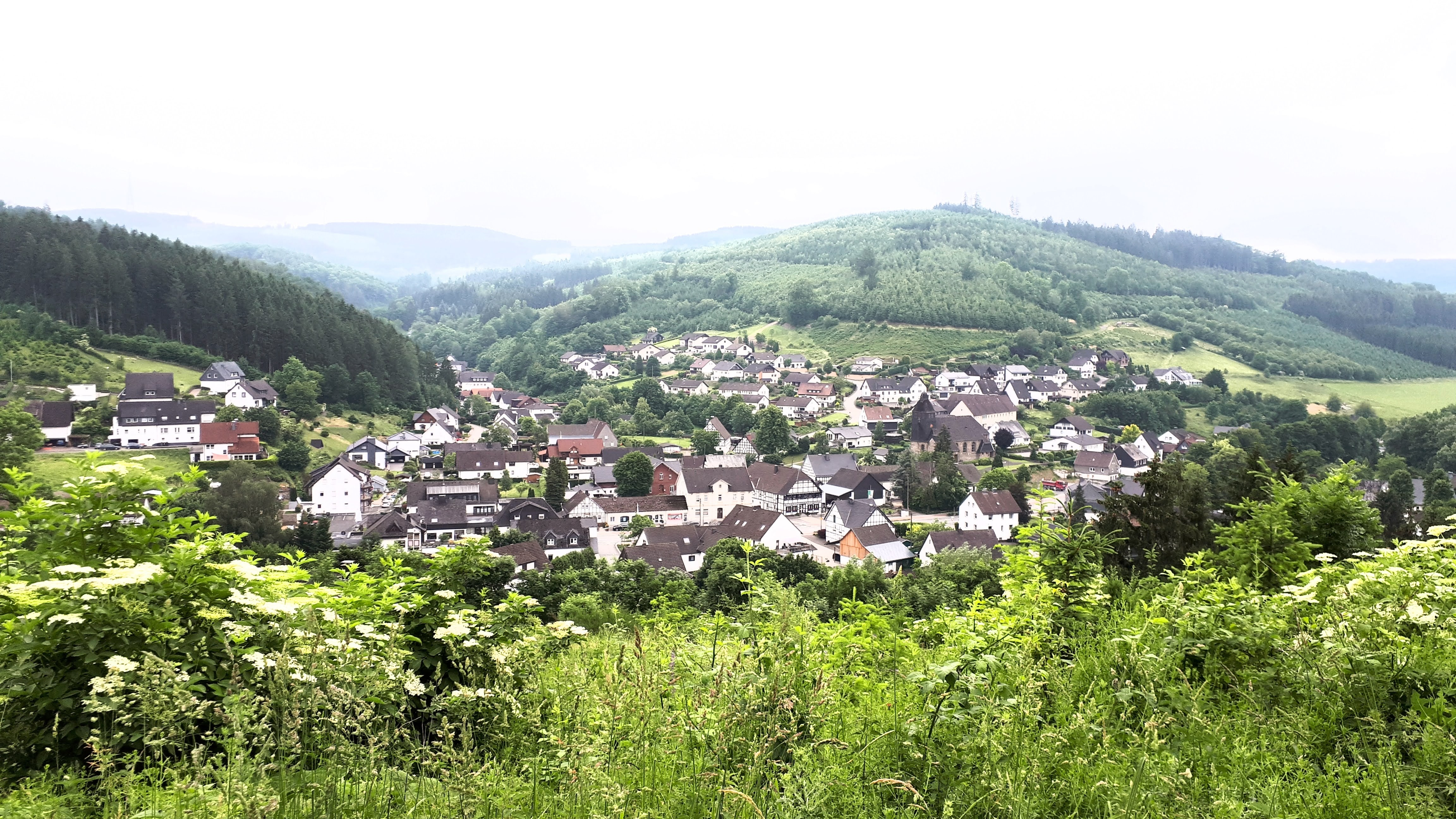
Blick auf Oberelspe vom Eggeweg (Juni 2021)

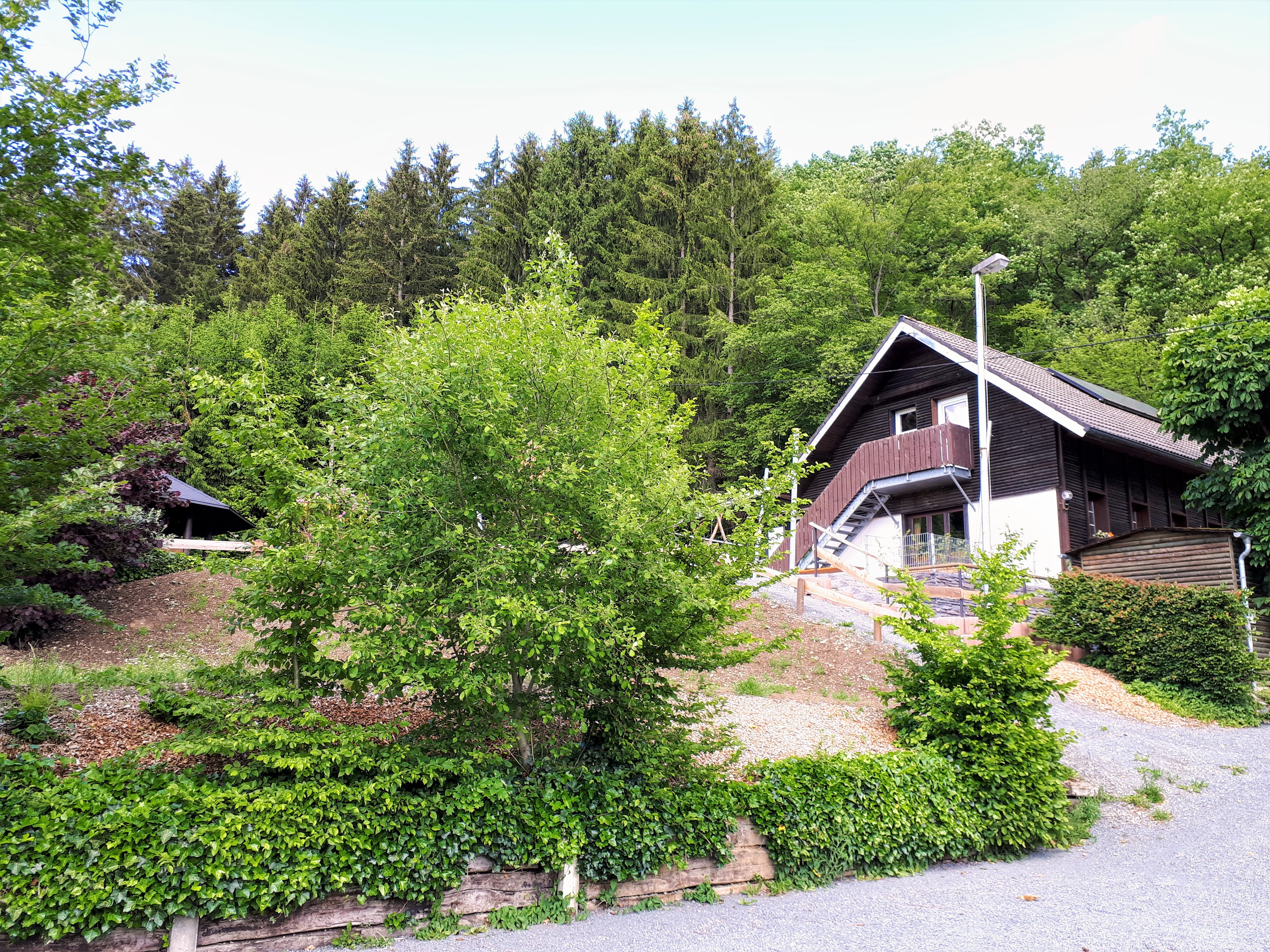
SGV-Hütte Oberelspe (Mai 2020)

Einwohnerzahlen für Oberelspe lassen sich erstmals für die Zeit um 1535 schätzen. Ein im Jahr 1536 angelegtes Schatzregister (diente der Erhebung von Abgaben) nennt in Oberelspe zwölf Schatz- bzw. Abgabenpflichtige. Setzt man die Zahl der Schatzpflichtigen mit der Zahl der damals vorhandenen Häuser gleich und rechnet pro Wohnhaus etwa sechs Bewohner, so müssen um 1536 in Oberelspe zirka 70 Menschen gelebt haben. Die erste preußische Gebäude- und Einwohnerzählung aus dem Jahr 1817 gibt für Oberelspe 20 Wohnhäuser und 141 Einwohner an.
Eine Verbesserung des wirtschaftlichen Umfeldes von Oberelspe ist nach der Inbetriebnahme der Bahnstrecke Hagen–Altenhundem-Siegen im Jahr 1861 und dem Aufblühen der Industrie sowie der Erschließung der Meggener Schwefelkiesgruben eingetreten. Heute finden viele Einwohner einen Arbeitsplatz in dem eisen-, stahl- und metallverarbeitenden Gewerbe zusammen mit dem Stahl- und Maschinenbau sowie der elektrotechnischen Industrie.
Bis zum Jahr 1970 hat sich die Einwohnerzahl gegenüber 1817 – beeinflusst durch den Strukturwandel und nachkriegsbedingte Zuwanderungen – deutlich um zirka 560 Personen auf 700 Einwohner erhöht. Die aktuelle Einwohnerzahl zum 30. Juni 2018 von Oberelspe beläuft sich auf 760.
Eine Grundschule ist in Oberelspe nicht mehr vorhanden, jedoch konnte in großer Privatinitiative 1991 der Kindergarten Regenbogenland errichtet werden.
Das Vereinsleben in Oberelspe ist vielfältig. Insgesamt drei Vereine (Gesangverein Harmonie 1893, das Tambourcorps und der Kinder- und Jugendchor Young Voices) kümmern sich um die musikalischen Belange. Vor dem Zweiten Weltkrieg wurden im Jahr 1935 der Schützenverein St. Quirinus und der Sauerländische Gebirgsverein (SGV) gegründet. Der Schützenverein verfügt über eine moderne repräsentative Schützenhalle. Prunkstück des SGV ist die an einem Waldrand gelegene, insbesondere in den 1990er Jahren und zuletzt im Jahr 2019 renovierte und erweiterte Wanderhütte. Dem im Jahr 1949 gegründeten Sportverein e. V. steht für den Spielbetrieb eine neue Kunstrasenanlage zur Verfügung.
Gesellschaftliche Aufgaben nimmt auch die Freiwillige Feuerwehr wahr, das jährlich veranstaltete Weinfest ist über die Grenzen von Oberelspe hinaus bekannt. Anlässlich der 725-Jahr-Feier im Jahr 2004 wurde die AG 725 gegründet; sie befasst sich derzeit mit örtlichen Belangen, wie unter anderem der Ortsgestaltung, Gemeinschaftsveranstaltungen und Vereinsförderung.

## Religion
→ siehe auch Hauptbeitrag: St. Maria Immaculata (Oberelspe)
Der deutlich überwiegende Teil der Oberelsper bekennt sich zum römisch-katholischen Glauben. Gemeindekirche für die Katholiken ist St. Maria Immaculata. Sie gehört zum Pastoralverbund Lennestadt, dem elf weitere Pfarreien bzw. Pfarrvikarien angehören. In dem 2013 geschaffenen Pastoralverbund wurden die früheren vier Pastoralverbünde Lennetal, Meggen-Maumke-Halberbracht, Oene-Elspe-Tal und Veischedetal zusammengeführt.

## Persönlichkeiten
- Hans Hümmeler (1899–1966), Verleger
- Gregor Kaiser (* 1975), Landtagsabgeordneter Kreis Olpe
- Tobias Puspas (* 1975), Bürgermeister der Stadt Lennestadt